# 鲍岳桥
鲍岳桥（1967年4月4日—），浙江余姚人，中国软件工程师，联众网络公司创办人之一，现为北京联众总裁。

## 简介
1989年，毕业于杭州大学（现浙江大学西溪校区）数学系。毕业后，被分配到杭州橡胶厂工作，担任计算中心的程序员。1993年，辞职赴北京创业。就职于北京希望电脑公司，在软件部任程序员，并升任至公司总工程师。
鲍岳桥曾成功研制开发了PTDOS和UCDOS汉字系统。1998年，离开北京电脑公司，与简晶等人组建北京联众电脑技术有限公司，并出任联众的董事长，兼任总经理。现任北京联众总裁。

## 逸事
鲍岳桥善下围棋，水平达业余二段。